# Богатський Олексій Всеволодович
Богатський Олексій Всеволодович (25 серпня 1929, Одеса — 19 грудня 1983, Одеса) — український хімік‑органік; ректор Одеського державного університету імені І. І. Мечникова (1970—1975), керівник лабораторії та дослідного заводу Інституту загальної та неорганічної хімії АН УРСР в Одесі, голова Південного наукового центру АН УРСР (1975), академік Академії наук УРСР (з 1976), директор Фізико-хімічного інституту АН УРСР (1977); доктор хімічних наук, професор;  лауреат Державної премії СРСР (1980).

## Біографія
Народився 25 серпня 1929 р. в родині професора Одеського державного університету В. Д. Богатского. Батько і мати — хіміки.  Середню освіту одержав в одеській школі № 57 (1936—1946), за винятком часів Другої світової війни, коли з батьками та колективом університету перебував в евакуації. 
З 1946 до 1951 рр. навчається на хімічному факультеті ОНУ за спеціальністю органічна хімія.
В університеті О. В. Богатський викладає з 1951 по 1983 р., тобто все життя. У ці часові рамки вміщається його неосяжна наукова і громадська діяльність, реалізується організаторський талант.
З 1951 по 1954 рр. О. В. Богатський — аспірант кафедри органічної хімії ОДУ.
1954 р. — захист дисертації на тему «Синтез и свойства стереоизомерных кротоновых кислот и их эфиров» для здобуття наукового ступеня кандидата хімічних наук.
1954—1957 рр. працює в ОДУ асистентом.
1955 р. ВАК СРСР присуджує йому науковий ступінь кандидата хімічних наук.
1957—1958 рр. — старший викладач, доцент (1958—1969).
У 1962 р. йому присуджено вчене звання доцента.
1962—1970 рр. займає посаду декана хімічного факультету.
1967 р. — захист дисертації на здобуття наукового ступеня доктора хімічних наук на тему «Синтез некоторых алкоксисоединений на основе алкоксиалкилзамещённых малоновых и ацетоуксусных эфиров, ацетилацетонов и 1,3-диолов и изучение их стереохимии, свойств и превращений».
1968 р. — науковий ступінь доктора хімічних наук і вчене звання професора.
1968—1970 рр. — проректор з навчальної роботи.
1970—1975 рр. — ректор ОДУ.
За роки його ректорства постійно підвищувався рівень університетської науки та навчально-виховної роботи факультетів і кафедр, налагоджувались зв'язки з виробництвом, покращувалось матеріально-технічне забезпечення університету. Зріс авторитет ОДУ як значного, сучасного наукового і навчального закладу. З 1971 р. за ініціативою О. В.  Богатського виходило перше в СРСР спеціалізоване видання «Вопросы стереохимии»
У 1976 р. обрано дійсним членом Академії наук УРСР.
1975—1977 рр.він керує лабораторіями Інституту загальної і неорганічної хімії АН УРСР.
1977 р. — директор Фізико-хімічного інституту АН УРСР.
Помер О. В. Богатський в Одесі 19 грудня 1983 року. Похований на 2-му християнському кладовищі.
У 1984 р. його ім'я присвоєно Фізико-хімічному інституту АН УРСР.

## Нагороди
- 3 ордени Трудового Червоного Прапора (1971, 1976, 1981),

- Звання "Заслужений діяч науки УРСР "(1979)

- Медалль ім. С. І. Вавилова.

- Премія ім. Л. В. Писаржевського АН УССР.

- Державна премія СРСР (1980), Лауреат.

- Державна премія України в галузі науки і техніки (1991) (посмертно).

## Наукові дослідження
Наукова діяльність О. В. Богатського була присвячена динамічної стереохімії, конформаційному аналізу гетероциклів, хімії фізіологічно активних речовин, хімії макроциклов. В 1960—1968 рр. науковець вивчав конфігурації і конформації гетероциклічних систем типу оксетанов, 2,3-діоксанів, 1,3-дітіанов, 1, 3, 2-діоксафосфорінанов. Відкрив каталітичну реакцію конденсації 1,3-гликолей з карбонільними сполуками і ефірами мінеральних кислот, що приводить до великого набору різноманітних гетероциклів. Розробив методи синтезу і вивчив структуру і комплексоутворюючі властивості макроциклічних поліефірів (краун ефіри) і поліциклічних амінополіефіров (криптандів). Спільно з співробітниками отримав (1974) і впровадив (з 1978) в виробництво перший оригінальний вітчизняний транквілізатор — феназепам.

## Праці
- Алкоксисоединения XVIII. Конфигурация и конформации некоторых  2,5-диалкид-5-алкоксиэтил-1,3-диоксанов / А. В. Богатский, Ю. Ю. Самитов, Н. Л. Гарковик // Журнал органической химии. — 1966. — Т. 2, вып. 8. — С. 1335—1345.
- Стан і перспективи розвитку наукових досліджень у галузі хімії психотропних препаратів / О. В. Богатський // Вісник Академії наук УРСР. –1973. — № 2. — С. 12-21.
- Нові проблеми сучасної стереохімії / О. В. Богатський // Вісник Академії наук УРСР. — 1974. — № 12. — С. 16-28.
- Транквилизаторы. 1,4-Бенздиазепины и родственные структуры / А. В. Богатский, С. А. Андронати, Н. Я. Головенко. — Киев: Наук. думка, 1980. — 278 с.
- Progress in chemistry of synthetic macrocyclic complexones and their analogues / Proc. Indian Natn. Sci. Acad., A. — 1982. — Vol. 48, № 1. — P. 65-83.